# Psathura sechellarum
Psathura sechellarum är en måreväxtart som beskrevs av John Gilbert Baker. Psathura sechellarum ingår i släktet Psathura och familjen måreväxter. IUCN kategoriserar arten globalt som akut hotad.
Artens utbredningsområde är Seychellerna. Inga underarter finns listade i Catalogue of Life.